# Кана (худат)
Кана (д/н — 630-ті) — перший відомий худат (володар) Бухарської держави.

## Життєпис
Походження його дискусійним. Найбільш слушною є версія, відповідно до якої його звали Кана-шад й він був сином чи онуком Янг-Соух-тегін, володаря Пайкендського уділа, що охоплював Бухарську оазу. Наступники останнього послідовного також володіли Пайкендом і Бухарою. Останній — Хешана-каган — 604 року став правителем Західнотюркського каганату, тому за традицією передав уділ родичеві, яким напевне був Кана.
Саме він ймовірно переніс резиденцію з Пайкенда до Бухари, можливо після смерті або загибелі бухарського правителя Алінги з династії юечжи Мовач (в китайських джерелах Чжао-у), оскільки остання згадка про того відноситься до 627 року. Підпорядковувався Кана ябгу-тардашу (молодшому хану) в Шіго. Припускають, що за часів кагана Тун-Ябгу володіння Кана були обмежені.
Також відомий тим, що першим став карбувати власну срібну монету за сасанідським зразком. Це сталося ймовірно після 628 року, коли починається поступовий занепад Західнотюркського каганату, що дозволило Кана-шаду стати фактично незалежним. Йому спадкував родич Мах.